# 朱方輝
朱方輝，廣西省潯州府平南縣人，清朝政治人物、同進士出身。
光緒六年（1880年），参加庚辰科殿試，登進士三甲第69名。同年五月，著分部學習。